# Jānis Šilfs
Jānis Šilfs (* 20. September 1881 in Riga; † 11. Juni 1921) war ein lettischer Kommunist und Revolutionär.
Šilfs wurde in Riga geboren und trat nach der Revolution 1905 in die Lettische Sozialdemokratische Arbeiterpartei ein. Für die Kommunisten war er als Propagandist und Typograph tätig. Im Jahr 1919 wurde Šilfs Regierungssekretär der Lettischen Sozialistischen Sowjetrepublik. Nach deren Vertreibung aus Riga blieb er als Redakteur der verbotenen Parteizeitung Cīņa in der Stadt. Im Mai 1921 wurde er von den Behörden gefasst und von einem Kriegsgericht zum Tode verurteilt.